# Symfonie nr. 10 (Sjostakovitsj)
Dmitri Sjostakovitsj componeerde zijn Symfonie nr. 10 in e-mineur vermoedelijk in 1953.

## Geschiedenis
Na Sjostakovitsj' muzikale verbanning in 1948 vanwege te formalistische muziek kreeg Rusland te maken met het zogenaamde Dokterscomplot (1953). Negen artsen werden gearresteerd en schuldig bevonden aan het vergiftigen van Sovjetleiders. Het kreeg echter geen gevolg want vlak daarna in maart kwamen geruchten op gang dat de gezondheid van Stalin te wensen overliet. Uiteindelijk kwam op 6 maart 1953 het (voor velen verlossende) bericht dat hij was overleden. Het bracht een ommekeer binnen de Sovjet-Unie teweeg, mede doordat zijn kompaan Beria al snel daarna werd gearresteerd.
Sjostakovitsj zelf zat met zijn symfonieën in de knoop. Symfonie nr. 8 en 9 waren door de autoriteiten en dus ook het volk niet goed ontvangen. Van deze oorlogssymfonieën verwachtte men een verafgoding van de Russische prestaties in de Tweede Wereldoorlog, maar men kreeg in beide gevallen het lid op de neus. Symfonie nr. 8 schetste de ellende van oorlog in het algemeen; symfonie 9 klinkt met haar eenzame fagotsolo als een requiem. De omstandigheden waaronder de symfonie tot stand kwam waren niet optimaal. Wel was de componist van zijn grootste vijand Stalin af. De première volgde op 17 december 1953 door het Sint-Petersburgs Philharmonisch Orkest onder leiding van Jevgeni Mravinski in toenmalig Leningrad.

## Muziek
De tijd waarin de symfonie tot stand kwam is onduidelijk. Volgens de componist zelf was het tussen juli en oktober 1953, maar vriendin Tatjana Nikolajeva beweerde dat het stuk al in 1951 voltooid was. Volgens andere bronnen had de componist zelfs in 1946 al gedeelten af.

### Delen
De symfonie heeft de klassieke vierdelige structuur:
1. Moderato (circa 24 minuten)
2. Allegro (circa 4 minuten)
3. Allegretto (circa 12,5 minuten)
4. Andante – Allegro (circa 14 minuten).

Wat direct opvalt is de lengte van het eerste deel ten opzichte van de rest.
De symfonie begint broeierig met de strijkinstrumenten, pas na meer dan twee minuten klinkt een droevige klarinet. Het is geschreven in een vrije sonatevorm. De angstig klinkende muziek lijkt een verlossing te krijgen in trompetgeschal, doch op de achtergrond klinken dan ijzingwekkende geluiden uit de strijkerssectie. Gedeeltelijke verlossing treedt op wanneer er schijnbaar een wals wordt ingezet; deze is echter star en stram, terwijl Sjostakovitsj al eerder in zijn Suite voor Variété orkest liet blijken prima walsen te kunnen componeren. Echte verlossing was het dus niet.
Deel twee is een heftig en gewelddadig scherzo; het moet gezien worden als een muzikaal portret van Stalin. Sjostakovitsj wordt er nogal eens van beschuldigd te ordinaire muziek te hebben geschreven; volgens velen zou hij in deze symfonie echter de juiste balans hebben gevonden. Het gehaaste allegro leunt tegen vaudevillemuziek aan.
Deel drie is weer tragisch en is gebouwd rond twee niet te missen thema’s. Na opnieuw een stramme wals sluipt langzaam de muzikale handtekening van Sjostakovitsj, het DSCH-motief, de symfonie binnen. Dit was in omgekeerde versie al te horen in deel 1. Een duidelijker motief komt uit de hoornsectie; zij spelen keer op keer het motief dat terug te herleiden is naar E La Mi Re La, verwijzend naar Elmira Nazirova, een studente van hem op wie hij verliefd werd (zie Elmiramotief). De componist schreef later aan Nazirova dat een zekere gelijkenis met het aapmotief uit Das Lied von der Erde van Gustav Mahler niet uit te sluiten is; hij luisterde vaak naar dit werk toen hij zijn tiende symfonie componeerde. In Mahlers werk wordt het motief ook gespeeld door de hoorn en staat het voor de dood; Sjostakovitsj laat het begeleiden door de tamtam, een aankondiger van de dood. Een gopakthema neemt het over om vervolgens weer terug te keren bij de twee motieven, die allebei tot het eind toe op haast obsessieve wijze herhaald worden.
Ook in het vierde deel komen het DSCH- en Elmiramotief steeds terug; het eind wordt gevormd door een opzwepende dans, die uitmondt in een uitbundige finale.

## Orkestratie
- 3 dwarsfluiten waarvan 2 ook piccolo, 3 hobo’s waarvan 1 ook althobo, 3 klarinetten waarvan 1 ook esklarinet, 3 fagotten waaronder 1 ook contrafagot
- 4 hoorns, 3 trompetten, 3 trombones, 1 tuba
- percussie bestaande uit pauken, grote trom, snaardrum, triangel, bekkens, tamboerijn, tamtam en xylofoon
- violen, altviolen celli en contrabassen.

## Pianoversie
Van het werk bestaat ook een versie voor vierhandig piano, die het opusnummer 93.a heeft meegekregen. Deze versie is in 1989 op compact disc verschenen op Le Chant du Monde in een monoversie door de componist zelf, samen met Mieczysław Weinberg in een opname uit 1954. Deze compact disc is bijzonder: hij bevat circa 142 minuten muziek, verdeeld over beide kanalen. Voor de pianoversie van de tiende symfonie moet men de balans van de versterker geheel naar links schuiven; doet men dat niet dan hoort men Acht preludes en fuga's opus 87 erdoorheen, die op het rechter kanaal staat.

## Discografie
Van het werk bestaan tientallen uitvoeringen, onder andere die onder leiding van Bernard Haitink met het London Philharmonic Orchestra.